# Ilija Pejić
Ilija Pejić (Pećnik, 17. srpnja 1956. – Bjelovar, 4. kolovoza 2021.), književni povjesničar i književni kritičar, urednik i kulturni djelatnik, od 1985. živi i radi u Bjelovaru. 

## Školovanje i rad
Osnovnu školu završio u Donjim Andrijevcima (1972.), klasičnu gimnaziju polazio u Zagrebu i Đakovu (1972. – 1976.), a 1983. diplomirao je kroatistiku na Filozofskom fakultetu u Zagrebu. Predavao je hrvatski jezik na školama u Virju (1984.-1990.) i Bjelovaru (1990. – 1992.), od 1992. uposlen je u Narodnoj knjižnici ″Petar Preradović″ u Bjelovaru  na mjestu voditelja Županijske matične službe. Zvanje dipl. knjižničara stekao je 1995., višeg  knjižničara 2001., a  knjižničarskog savjetnika 2010.
Pokretač je i koordinator brojnih projekata preuređenja, opremanja i informatizacije knjižnica: Informatizacija narodnih i školskih knjižnica Bjelovarsko-bilogorske i Virovitičko-podravske županije (2000. – 2008.); Informacije o EU u narodnim knjižnicama Bjelovarsko-bilogorske, Virovitičko-podravske i Koprivničko-križevačke županije (2004. – 2007.); Susreti najčitatelja narodnih knjižnica Bjelovarsko-bilogorske županije (2004. -  ); moderator stručnih skupova Lovrakovih dana kulture (1998. – 2013.)…
Napisao je stotinjak studija o hrvatskim piscima, filolozima, pedagozima i kulturnim djelatnicima a isto toliko iz knjižničarstva. Urednik i priređivač te recenzent je četrdesetak knjiga, član uredništva nekoliko časopisa (Bjelovarski učitelj, Svezak, Radovi HAZU…), organizator i moderator brojnih stručnih i znanstvenih skupova na kojima je nerijetko i predavao. 

## Napisane knjige
Samostalno je objavio osam tiskanih knjiga:
- Izgubljeni govor (1994.),
- Zavičajna zbirka Narodne knjižnice ″P. Preradović″ Bjelovar (1996.),
- Književno-jezične i metodičke rasprave (1997.),
- Narodne knjižnice na kraju 20. stoljeća (2000.),
- Neodoljiva moć riječi  (2002.),
- Prožimanja: književnopovijesne studije i ogledi (2008.),
- Čitaonice u Grubišnom Polju: kulturni život Grubišnog Polja od razvojačenja 1871. do kraja Drugog svjetskog rata 1945. (2014.)
- Mirisi iscrpljena vala: književni i kulturni život šireg bjelovarskog prostora u 20. stoljeću  (2017.).
- Fragmenti iz kulturnog i književnog života u Bjelovaru (2019.).
- Svitanje nad gradom: kulturni i književni život Daruvara 90-ih godina 20. stoljeća (2020.).

Dvije knjige je izdao u suautorstvu:
- Izdanja HAZU u fondovima i zbirkama narodnih knjižnica Bjelovarsko-bilogorske županije: 150 godina Hrvatske akademije znanosti i umjetnosti: katalog izložbe. [Suautor Vladimir Strugar] (2011.) i
- Priča o knjizi na kotačima: povijest Bibliobusne službe Narodne knjižnice „Petar Preradović“ Bjelovar /1972. – 2012./. [Suautor Željko Prohaska] (2012.)

Autor je i web stranice ″Đuro Sudeta″ / http://library.foi.hr/sudeta. na osnovu koje je nastala 2007. elektronička knjiga  Pjesnik i pripovjedač Đuro Sudeta. U suautorstvu s Ivanom Zelenbrzom i Matijom Turkaljem nastao je dokumentarni film Srebrna knjižnica: Gradska knjižnica Virovitica (2007.).
Projekt Književni i kulturni život šireg bjelovarskog prostora u 20. stoljeću započeo je 2004. Do danas su objavljene tri studije u Radovima Zavoda HAZU u Bjelovaru 2007., 2008. i 2014., knjiga Prožimanja i na koncu sveobuhvatna monografija Mirisi iscrpljena vala (Zagreb: Alfa, 2017.)..
Član je Hrvatskog knjižničarskog društva, Društva knjižničara Bilogore, Podravine i Kalničkog prigorja (predsjednik 2004. – 2008.), Matice hrvatske, Hrvatskog pedagoško-književnoga zbora, Ogranak u Bjelovaru, Družbe "Braća Hrvatskoga Zmaja" - Zmajski stol u Bjelovaru (pročelnik), Znanstvenog vijeća Zavoda za znanstvenoistraživački i umjetnički rad HAZU u Bjelovaru. Surađuje u brojnim novinama i časopisima (Bjelovarac, Bjelovarski list, Večernji list, Školske novine, Radovi, Vjesnik bibliotekara Hrvatske, Bjelovarski učitelj, Forum, Kolo, Marulić, Svezak…).

## Nagrade i priznanja
Za stručni i znanstveni rad te doprinose u kulturi i knjižničarstvu dobio je niz priznanja: Red Danice hrvatske s likom Marka Marulića (1996.), Povelju Općine Virje (2002.), Povelju Grada Slatine (2003.), Pečat Grada Bjelovara (2007.), Kukuljevićevu povelju (2008.), Nagradu Nacionalne i sveučilišne knjižnice za 2013. godinu (2014.), Povelju Lovrakovih dana kulture (2014.), Plaketu Tihomir Trnski Bjelovarsko-bilogorske županije (2015.) i Povelju Grada Grubišno Polje (2015.).